# デビッド・フィンチ
デビッド・フィンチ（David Finch）は、カナダ出身のコミックのライター、アーティストである。トップ・カウ・プロダクションでキャリアを始めた後、マーベルコミックスで『ニューアベンジャーズ』、『ムーンナイト』などを手がけた。2010年よりDCコミックス専属となっている。

## キャリア
トップ・カウ・プロダクションでキャリアが始まり、マーク・シルヴェストリに代わって『Cyberforce』を担当した。フィンチは後に『Ascension』や『Aphrodite IX』に参加した。
2003年よりフィンチはブライアン・マイケル・ベンディス脚本の『アルティメットX-MEN』のアートに就任した。フィンチとベンディスはその後『アベンジャーズ』誌でアベンジャーズの解散を描いた後に『ニューアベンジャーズ』を立ち上げた。
2006年にフィンチは小説家のチャーリー・ヒューストンと共に『ムーンナイト』を刷新した。シリーズを降板した後はスパイダーマンが登場した『Fallen Son: The Death of Captain America』第4号を手がけた。その後はアルティメット・マーベルのクロスオーバー『アルティメイタム』のアートを担当した。
コミック以外でフィンチはディスターブドのアルバム『インディストラクティブル』のカバーアートや映画『ウォッチメン』のコンセプトアートを手がけている。
2009年にフィンチはジョー・シャスター賞を受賞した。
2010年1月、フィンチがマーベルを離れ、DCの専属アーティストになったことが発表された。
2016年6月、ライターのトム・キングとともにリランチされたバットマンを手掛けた
。

## ビブリオグラフィ

### DCコミックス
- Justice League of America, vol. 3, #1-3 (2013)
- Forever Evil, #1-7 (2013-2014)
- Batman #700 (2010)
- Batman vol. 3 #1–5, 16–20, 23–24 (2016–2017)
- Batman: The Return #1 (2010)
- Batman: The Dark Knight, vol. 1, #1-5 (2010–11)
- Batman: The Dark Knight, vol. 2, #1-7, 9-15 (2011-13)
- Superman: War of the Supermen #0 (among other artists) (2010)
- Superman/Batman #75 (2010)

### イメージ・コミック
- Aphrodite IX (full pencils): #0–2; (クラレンス・ランサンと共同): #3 (2000–01)
- Ascension (full pencils): #1–5; (他のアーティストと共同): #6–11 (1997–99)
- Codename: Strikeforce #7 (1994)
- Cyberforce #16, 24–29, 31, Annual #1 (1994–97)
- Darkness (pencil assists): #20–21; (full pencils): #39 (1999–2001)
- Ripclaw (Wizard special edition)  #1/2 (1995)
- Tales of the Witchblade (ビリー・タン（英語版）と共同) #2 (1997)

### マーベルコミックス
- Avengers #500–503 (2004)
- Call of Duty: The Brotherhood #1–6 (2002)
- Daredevil, vol. 2, #65 (2004)
- Fallen Son: The Death of Captain America (2007)
- Legion of Monsters: Morbius #14 (2007)
- Moon Knight, vol. 4, #1–8 (2006–07)
- New Avengers #1–6, 11–13 (2005)
- Spider-Man Unlimited, vol. 2, #14 (2006)
- Ultimate X-Men #27–28, 30, 34–45 (2003–04)
- Ultimatum, ミニシリーズ, #1–5 (2008–09)
- Uncanny X-Men ("Call of Duty") #406 (2002)
- Wolverine, vol. 2 #173, #176 (2002)
- Wolverine #900 (2010)
- X-Men: Second Coming #1 (2010)
- X-Men Unlimited #35, 40 (2002–03)

### 企業間クロスオーバー
- Star Trek/X-Men (マーベル/パラマウント, 1996)
- Darkness/Batman (イメージ/DC, 1997)
- Witchblade/Elektra (イメージ/マーベル, 1997)